# Rafiga Sjabanova
Rafiga Makhmudovna Sjabanova (født 31. oktober 1943 i Baku, Aserbajdsjanske SSR, russisk: Рафига Махмудовна  Шабанова, azeri: Rəfiqə Mahmud qızı Şabanova) er en tidligere sovjetisk/aserbajdsjansk håndboldspiller som deltog i Sommer-OL 1976. Hun spillede for klubben Avtomobilist Baku.
I 1976 vandt hun en guldmedalje med de sovjetiske hold. Hun spillede i tre kampe og scorede et mål.
I 1968 blev hun uddannet lærer fra Azerbaijan State Academy of Physical Training and Sport.
I øjeblikket er Sjabanova træner for aserbajdsjans kvindehåndboldlandshold.